# Minh Phú, Đoan Hùng
Minh Phú là một xã thuộc huyện Đoan Hùng, tỉnh Phú Thọ, Việt Nam.
Xã Minh Phú có diện tích 14,06 km², dân số năm 1999 là 4501 người, mật độ dân số đạt 320 người/km².